# Сомерс, Йозеф
Йозеф Сомерс (нидерл. Joseph Somers; 29 мая 1917, Воммельгем, провинция Антверпен, Бельгия — 25 мая 1966, Антверпен, Бельгия) — бельгийский профессиональный шоссейный велогонщик в 1936-1950 годах.  Победитель многодневной велогонки Тур Бельгии (1939), однодневных  велогонок: Бордо — Париж (1937, 1947), Гран-при Валлонии (1944), Три дня Западной Фландрии (1946).

## Достижения
1935
2-й Схал Селс
1936
1-й — Этап 5 Tour de l'Ouest
2-й Гент — Вевельгем
9-й Гран-при Наций
1937
1-й Бордо — Париж
1-й — Этап 4 Тур Бельгии
3-й Париж — Рен
9-й Льеж — Бастонь — Льеж
1938
1-й — Этап 4 Тур Бельгии
1939
1-й  Тур Бельгии — Генеральная классификация
1-й — Этапы 4, 5, 6
1-й — Этапы 6 и 7 Тур Швейцарии
1-й — Этап 1 Тур Люксембурга
6-й Льеж — Бастонь — Льеж
1941
1-й De Drie Zustersteden
9-й Тур Фландрии
1942
3-й Чемпионат Бельгии по циклокроссу
1943
1-й Гран-при Наций
2-й Critérium des As
3-й Чемпионат Бельгии по циклокроссу
6-й Льеж — Бастонь — Льеж
1944
1-й Гран-при Валлонии
1945
1-й — Этап 1 Дварс дор Фландерен
5-й Тур Бельгии — Генеральная классификация
1946
1-й Три дня Западной Фландрии
2-й Бордо — Париж
4-й Льеж — Бастонь — Льеж
10-й Флеш Валонь
1947
1-й Бордо — Париж
1950
3-й Бордо — Париж